# Robert Lockwood junior

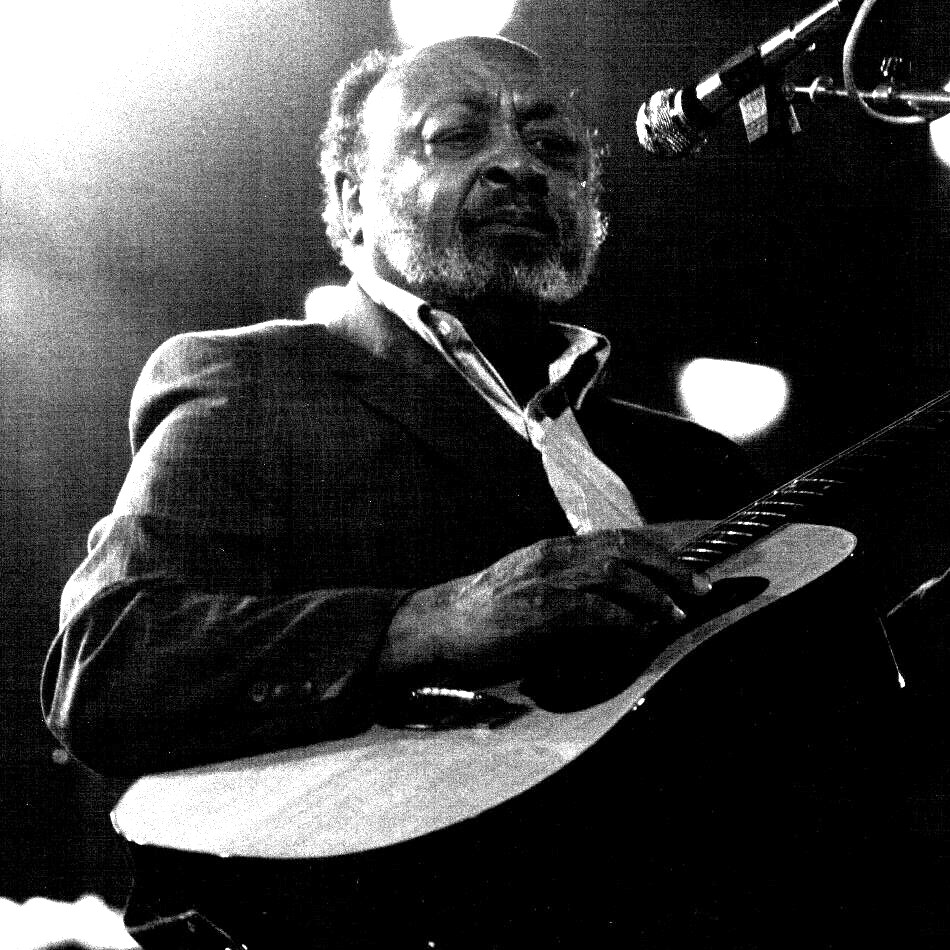
Robert Lockwood Jr im Jahr 1982

Robert Lockwood junior (* 27. März 1915 in Helena, Arkansas; † 21. November 2006 in Cleveland, Ohio) war ein US-amerikanischer Blues-Gitarrist und Sänger.

## Biografie
Robert Lockwood Jr. begann mit acht Jahren, in der Kirche seines Vaters Orgel zu spielen. Nach der Scheidung der Eltern lebte seine Mutter zehn Jahre mit der Blues-Legende Robert Johnson zusammen. Von ihm lernte Lockwood das Gitarrespielen. Ab dem Alter von 15 Jahren trat Lockwood für einige Jahre mit Sonny Boy Williamson auf. Auch später arbeiteten die beiden immer wieder zusammen. Lockwood absorbierte vollständig den Stil von Johnson, in welchem er 1941 seine ersten Aufnahmen machte. Einige davon sind auf den Anthologien Lonesome road blues (USA: Yazoo 1038) und Windy city blues (USA: Nighthawk 101) zu hören. Nachdem Lockwood längere Zeit in Memphis und in Arkansas gelebt und mit Sonny Boy Williamson für die Radiosendung „King Biscuit Time“ gearbeitet hatte, ging er nach Chicago, wo er als Gitarrist bei vielen Aufnahmen bei J.O.B., Mercury Records und vor allem bei Chess Records teilnahm. Dabei löste sich Lockwood vom Stil Johnsons und entwickelte ein eigenes, komplexes, sehr am Jazz orientiertes Gitarrenspiel. Als Gitarrist begleitete er Musiker wie Sonny Boy Williamson, Otis Spann und Little Walter, mit dem Lockwood lange zusammengearbeitet hat. 
Bis 1971 produzierte Lockwood wenig eigene Aufnahmen. Erwähnenswert ist das sehr schöne Album Otis Spann is the blues (D: CrossCut 1003) mit Otis Spann am Klavier. 1961 zog Lockwood nach Cleveland in Ohio, wo er bis zu seinem Tod wohnte. Dort hatte er von 1970 an eine eigene Band, mit der er an vielen Konzerten und Festivals teilnahm und einige Alben einspielte, z. B. Steady rolling man (USA: Delmark 630); Blues live in Japan (USA: Advent 2806), wo er von den Aces begleitet wurde und er sich als Musiker aus dem Delta präsentierte. Sein volles Talent entwickelte er auf den beiden Alben Contrasts (USA: Trix 3307) und Does Twelve (USA: Trix 3317). Später schloss er sich mit Johnny Shines zusammen, einem anderen „Schüler“ von Johnson, mit dem er 1980 ein Album aufnahm: Hangin’ on (USA: Rounder 2023). 1989 wurde er in die Blues Hall of Fame aufgenommen. In den neunziger Jahren ist es dann stiller um ihn geworden. Robert Lockwood Jr. erhielt 1998 für I  Got To Find Me A Woman und 2000 für Delta Crossroads jeweils eine Grammy-Nominierung. 2005 wurde er mit dem Living Blues Award als bester männlicher Blueskünstler ausgezeichnet. Am 21. November 2006 starb er im University Hospitals Case Medical Center, Cleveland, Ohio, an Ateminsuffizienz.

## Diskographie
- 1941 Aufnahme von vier Singles unter eigenem Namen für Bluebird
- 1970  Steady Rollin' Man
- 1974  Contrasts
- 1975  Blues Live in Japan
- 1977  Does 12
- 1979  Hangin' On
- 1980  Mr. Blues Is Back to Stay
- 1982  Plays Robert and Robert
- 1991  What's the Score?
- 1998  I Got to Find Me a Woman
- 1999  Blues Live, Vol. 2
- 2000  Delta Crossroads
- 2002  Ramblin' On My Mind
- 2003  Swings in Tokyo: Live at the Park Tower Blues Festival
- 2003  Complete Trix Recordings
- 2004  The Legend Live
- 2009  Steady Rollin' Man